# Niezmienność Boga
Niezmienność Boga – postulowana w wielu religiach cecha istoty najwyższej, polegająca na tym, że jako byt (wraz z wszystkimi przymiotami, np. wolą czy wiedzą) jest on niezmienny i nie podlega wpływowi czasu.

## Historia koncepcji
W filozofii starożytnych Greków, jeszcze zanim postulowano istnienie jednego stwórcy świata, postulowano pewne cechy jako konieczne dla bytu, będącego Prawdą, i odróżniające go od niebytu, będącego pozorem (szkoła elejska). Parmenides ok. 500 r. p.n.e. wierzył m.in., że byt nie ma początku i końca, jest wieczny i ciągły, nieruchomy i niezmienny, niepodzielny, stały i jeden i argumentował filozoficznie za tymi tezami. W hinduizmie i buddyzmie odpowiednikiem tej koncepcji jest brahman i Bhagawan. Arystoteles w Metafizyce twierdził, że Stwórcę-Demiurga nie dotykają żadne zmiany.
W chrześcijaństwie już u św. Augustyna ok. 400 r. n.e. można odnaleźć koncepcję Boga, który nie jest objęty czasowością. W odpowiedzi na pytanie "Co czynił Bóg, zanim uczynił niebo i ziemię?" Augustyn stwierdził m.in., że "Nie było więc takiego czasu, w którym byłbyś bezczynny. Bo i sam czas Ty stworzyłeś". Czas jest dla św. Augustyna własnością świata; u samego Boga nie ma czasu, jest on wieczny:

Lata Twe nie odchodzą ani nie przychodzą. Nasze lata tak odchodzą i przychodzą, by wszystkie mogły przyjść po kolei. Twoje lata wszystkie są dla Ciebie jednoczesne, ponieważ trwają niezmiennie. Odchodzących nie wypychają przychodzące, gdyż Twoje lata nie przemijają.

Podobnie u Boecjusza w VI w. n.e. "Bóg jest wieczny", przy czym "wieczność jest posiadaniem niekończącego się życia w swej całości i doskonałości w jednej chwili".
W średniowieczu generalnie przytoczone wyżej cechy bytu według eleatów uważano za przymioty doskonałości. Również u św. Tomasza z Akwinu znajdujemy: "Widać wyraźnie, że nie może Bóg być w żaden sposób zmienny". W innym miejscu: "Dlatego o wieczności wiemy z dwóch źródeł: po pierwsze, ponieważ co jest wieczne, nie ma końca – to znaczy nie ma początku ani końca (żadnego kresu); po drugie, ponieważ w wieczności nie ma następstwa, wszystko istnieje naraz".

## Argumenty za
- tradycja filozoficzna
- tradycja świętych pism: np. w chrześcijaństwie niektóre wersety Biblii (np. Ml 3:6, Ps 102:28, 2 Tm 2:13, Hbr 6:17-18, Jk 1:17)[5]
- nie są możliwe przyczyny zewnętrzne, pod wpływem których Bóg by podlegał zmianom, bo to oznaczałoby, że coś jest od niego silniejsze
- odwieczne istnienie Boga: jeśli by pomyśleć tę istotę tak, iż miałaby upływ czasu, wówczas przed chwilą stworzenia musiałaby minąć nieskończona ilość czasu; jednakże cechą nieskończoności jest to, że nie ma końca. A zatem czasowość Boga pojmowana personalistycznie wymagałaby postulowania jakiegoś jego początku, a z tym współcześni teiści zwykle się nie zgadzają[6]
- w odniesieniu do woli: Bóg zawsze chce to, co wcześniej chciał chcieć, gdyż wynika to z jego wszechmocy (spełnianie się woli); zaś wola Jego jest już doskonała, więc nie potrzebuje zmiany; a zatem nic i żadne skutki przejawiające się w czasie jej nie zmieniają
- w odniesieniu do wiedzy: wszechwiedza (w koncepcjach, gdzie wiedza już jest i nie pojawia się w miarę potrzeby) oznacza, że wiedza Boga jest pełna, doskonała[2] – jeśli rozumieć ją jako stan umysłu Bożego, to przy takim założeniu nie będzie żadnych zmian. Tak jak powyżej jest to wniosek z doskonałości[7]
- paradoks wszechwiedzy: wszechwiedza, a nawet tylko możliwość okazjonalnego przewidywania przyszłości, w przypadku osoby żywej (u której występują zmiany, zachcianki itd.) wydają się stać generalnie w sprzeczności z wolną wolą (zarówno innych osób, jak i samego przewidującego)

## Argumenty przeciw. Krytyka
- tradycja świętych pism: pewne teksty Starego Testamentu lub innych świętych pism mogą sugerować inną, bardziej antropomorficzną koncepcję Boga  – istniejącego w konkretnym miejscu i trwającego w czasie
- niezgodność z codzienną wyobraźnią, niepasowanie do pierwotnie wyuczonych pojęć: "osoby" (osobowość Boga), "życia" (Bóg żywy); brak jakichkolwiek potrzeb i pragnień
- taki Bóg daje się pomyśleć i, jako pomyślany, zastosować wyłącznie w pewnych wyobrażeniach przyczynowości; ateizm semiotyczny[8] i pozytywizm logiczny[9] krytykują taką koncepcję bytu jako pustą (pozostaje sam tylko podmiot gramatyczny)

Istnieją ontologie, zgodnie z którymi tak zdefiniowany Bóg nie jest bytem, lecz niebytem, jest w sprzeczności z zasadą wszelkiego istnienia. Taką ontologię włączył do swej filozofii m.in. Fryderyk Nietzsche.
W celu obejścia się z problemami wskazanymi powyżej wprowadzano tzw. kenozy, polegające w ogólności na dobrowolnym ograniczeniu przez Boga swych cech boskich. Jednakże przy takim rozumowaniu mogą ponownie zyskać na znaczeniu pewne argumenty za niezmiennością, jak te przytoczone powyżej (np. paradoks wszechwiedzy).